# Omeoidrica
Una pianta vascolare, che tende a mantenere un costante e vitale tenore idrico nei suoi tessuti, senza necessità di riequilibrare il loro contenuto acquoso con l'ambiente circostante, nonostante fluttuazioni nella disponibilità d'acqua nel suo ambiente di vita, viene detta omeoidrica o omoioidrica. Viceversa le piante che reagiscono alla mancanza temporanea di acqua, seccandosi e poi reidratandosi sono dette poichiloidriche.
Le piante vascolari omeoidriche comparvero sulla Terra durante il periodo Siluriano circa 450 milioni di anni fa. Tutte le piante terrestri attuali, ad eccezione delle briofite sono omeoidriche.

## Adattamenti fisiologici

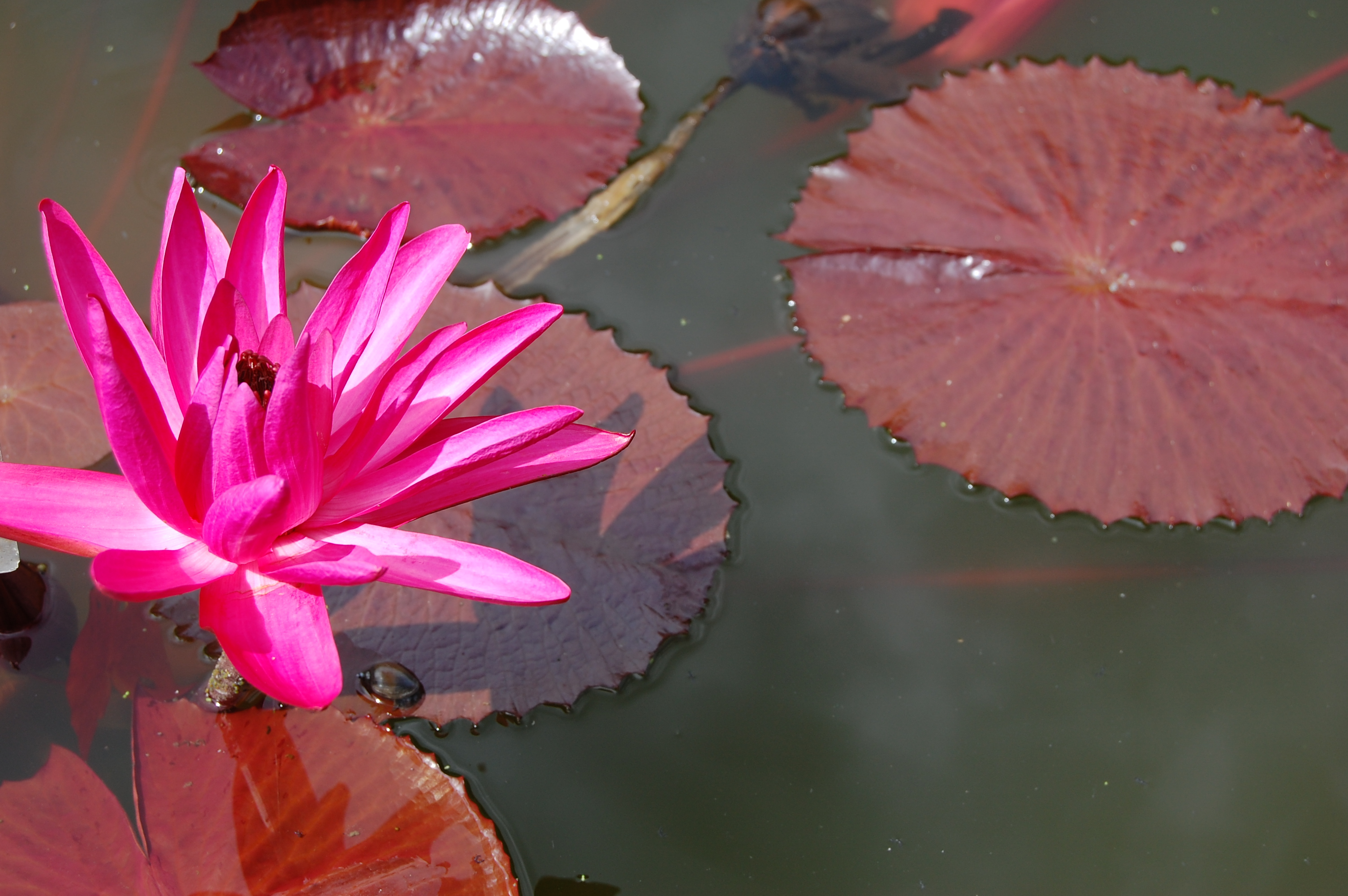
Nymphaea rubra, una idrofita con foglie galleggianti

Per ottenere una stabilità del loro contenuto acquoso le piante hanno sviluppato una serie di adattamenti e strutture fisiologiche :
- Cuticole impermeabili per bloccare perdite d'acqua non controllate.
- Sviluppo degli stomi che fungono da "valvole" per regolare l'ingresso o l'uscita dell'acqua dalle foglie durante la fotosintesi clorofilliana.
- Lo xilema, tessuto interno, presente nelle piante vascolari, e adibito alla conduzione dell'acqua.
- In alcuni casi, una specifica forma tridimensionale di alcuni organi vegetali e la presenza di tessuti specifici per l'accumulo di acqua (parenchimi acquiferi) per minimizzare il volume della superficie e ridurre quindi l'evotraspirazione, come nel caso delle morfologie sferiche di molte Cactaceae.
- Sviluppo, nelle radici di piante che crescono in condizioni anerobiche, o permanentemente sommerse, di tessuti aerati detti aerenchimi, che permettono gli scambi gassosi.

## Classificazioni
Le piante omeoidriche si sono adattate agli ambienti vitali terrestri con diversa disponibilità d'acqua e sono, perciò, distinte in quattro categorie:
- Idrofite, piante acquatiche, cioè che vivono parzialmente o completamente immerse nell'acqua. [2]
- Igrofite, piante di ambienti umidi, paludi o ristagni d'acqua, rive di corsi d'acqua.
- Mesofite, piante di ambienti con buona disponibilità di acqua, ma senza eccessi, come prati, sottoboschi.
- Xerofite, piante di ambienti aridi o secchi, caratterizzati da frequenti e prolungati periodi di penuria d'acqua. Fra questi ambienti viene inclusa la macchia mediterranea.

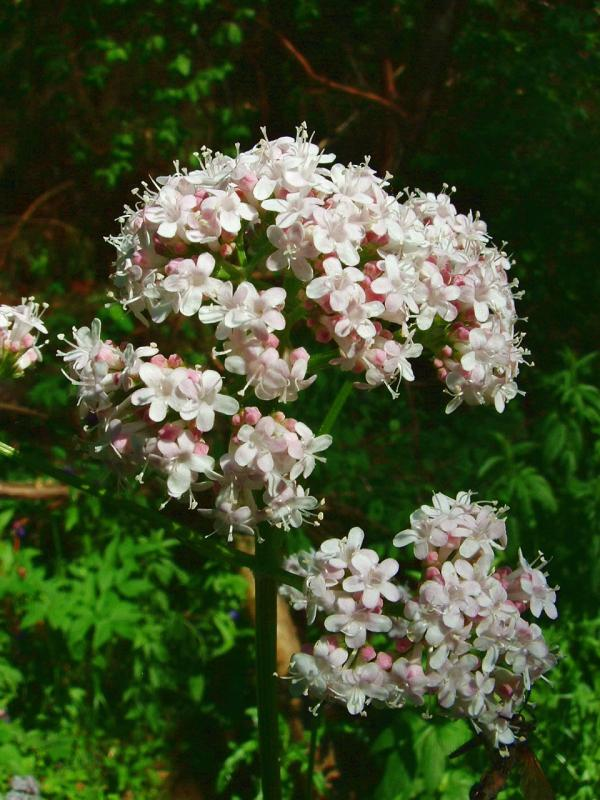
La valeriana comune, pianta mesofita che cresce ai margini dei boschi e nei prati ombrosi.
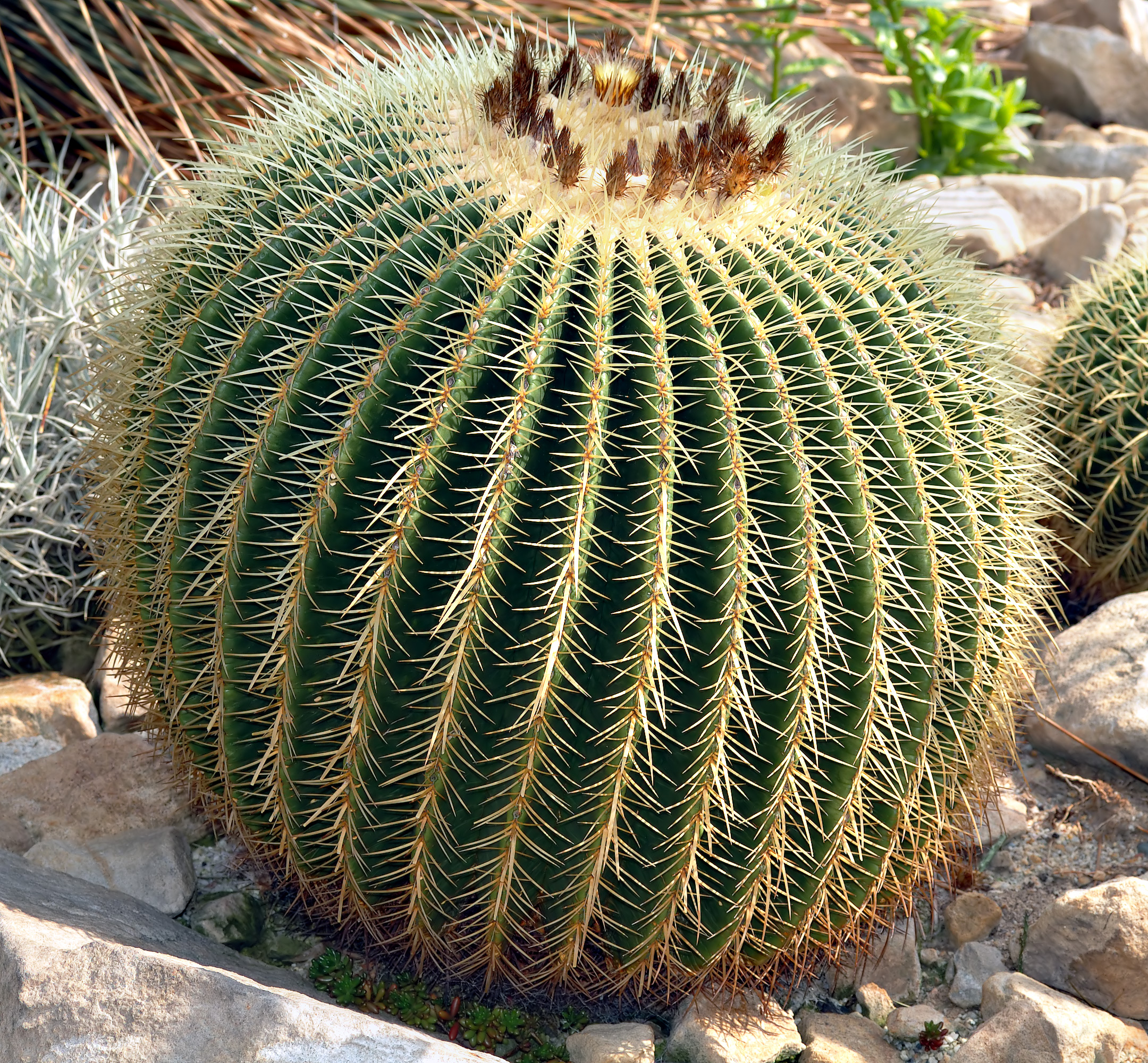
Le Cactaceae sono piante xerofite per eccellenza.
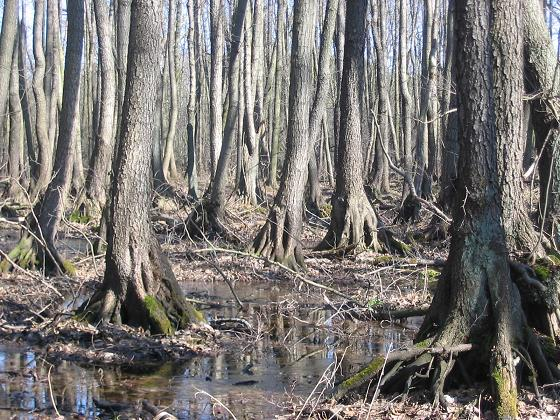
Alberi di'ontano, tipica igrofita.